# Șcerbînivka, Țarîceanka
Șcerbînivka (în ucraineană Щербинівка) este un sat în comuna Rudka din raionul Țarîceanka, regiunea Dnipropetrovsk, Ucraina.

## Demografie
Componența lingvistică a localității Șcerbînivka
     Ucraineană (99,23%)
     Alte limbi (0,77%)
Conform recensământului din 2001, majoritatea populației localității Șcerbînivka era vorbitoare de ucraineană (99,23%), existând în minoritate și vorbitori de alte limbi.